# Khorloogiin Bayanmönkh
Khorloogiin Bayanmönkh (n. 22 februarie 1944, Uws-Aimag, Mongolia) este un luptător ce a reprezentat Mongolia, medaliat olimpic. A participat la 5 ediții ale Jocurilor Olimpice (1964, 1968, 1972, 1976, 1980) în care a câștigat o medalie de argint.